# Fenestraja plutonia
Fenestraja plutonia es una especie de pez de la familia de los Rajidae en el orden de los Rajiformes.

## Morfología
Las hembras pueden alcanzar 25,3 cm de longitud total.

## Reproducción
Es ovíparo y las hembras ponen huevos envueltos en una cápsula córnea.

## Hábitat
Es un pez de mar y de aguas profundas que vive entre 290-750 m de profundidad.

## Distribución geográfica
Se encuentra en el Océano Atlántico occidental central: desde Carolina del Norte (los Estados Unidos) hasta el Golfo de México. 

## Observaciones
Es inofensivo para los humanos. 